# Paradesis augur
Paradesis augur är en tvåvingeart som först beskrevs av Georg von Frauenfeld 1857.  Paradesis augur ingår i släktet Paradesis och familjen borrflugor. Inga underarter finns listade i Catalogue of Life.